# Minter City
 Minter City est une communauté non incorporée située dans le comté de Leflore et le comté de Tallahatchie, dans l'État du Mississippi.

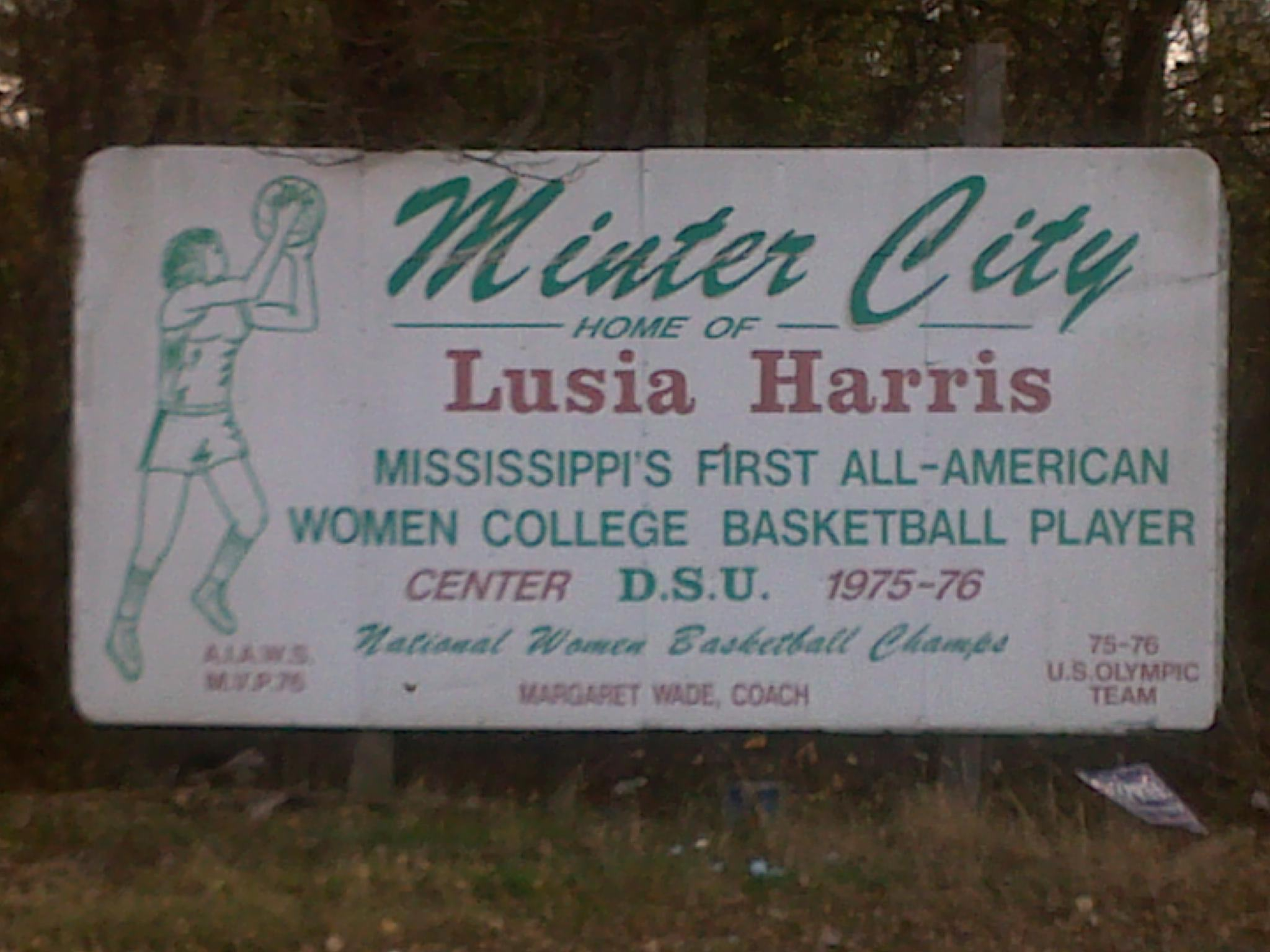
Panneau sur l'U.S. Highway 49E indiquant Minter City en tant que ville natale de la basketteuse Lusia Harris
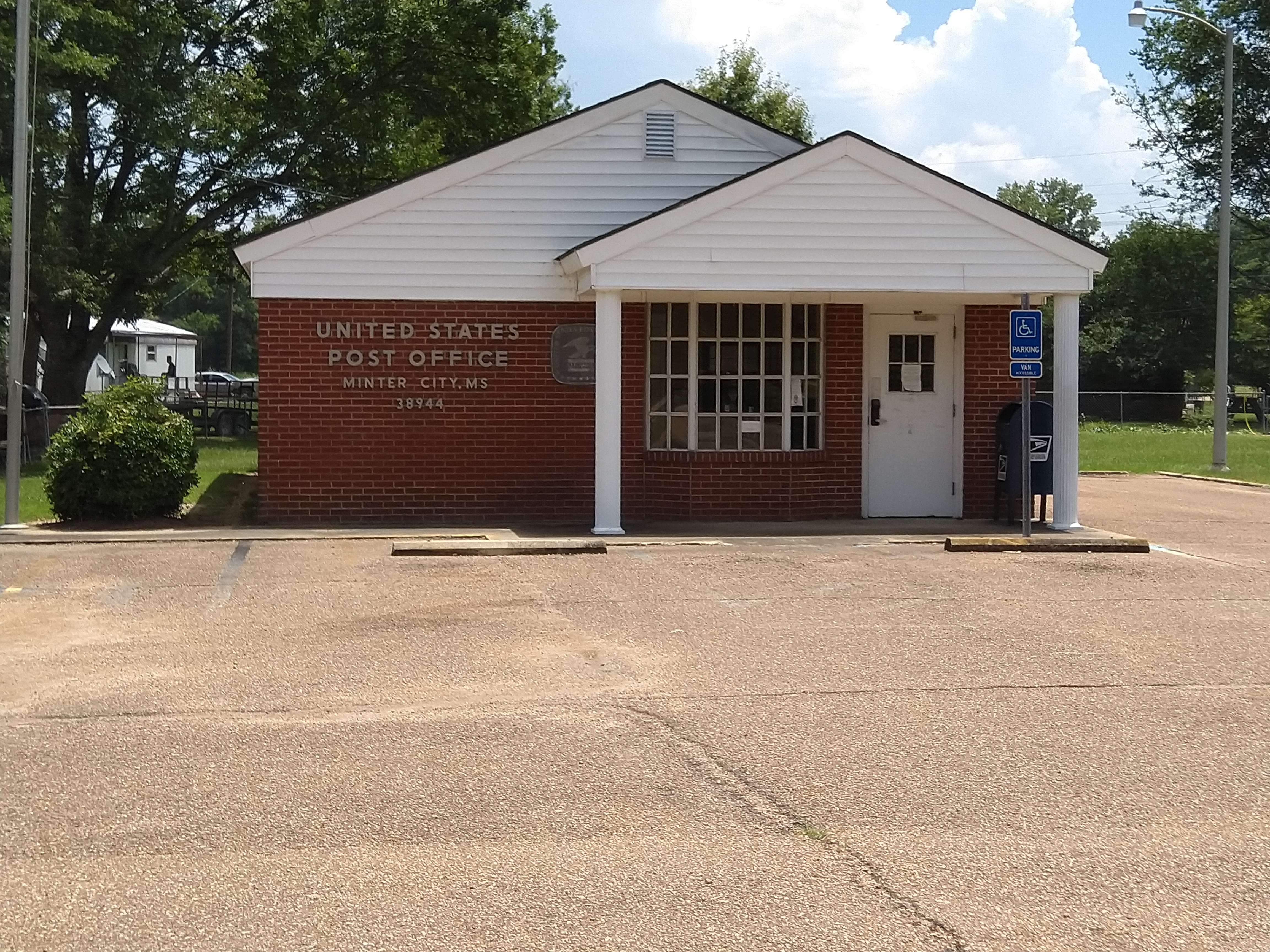
Bureau de poste de Minter City
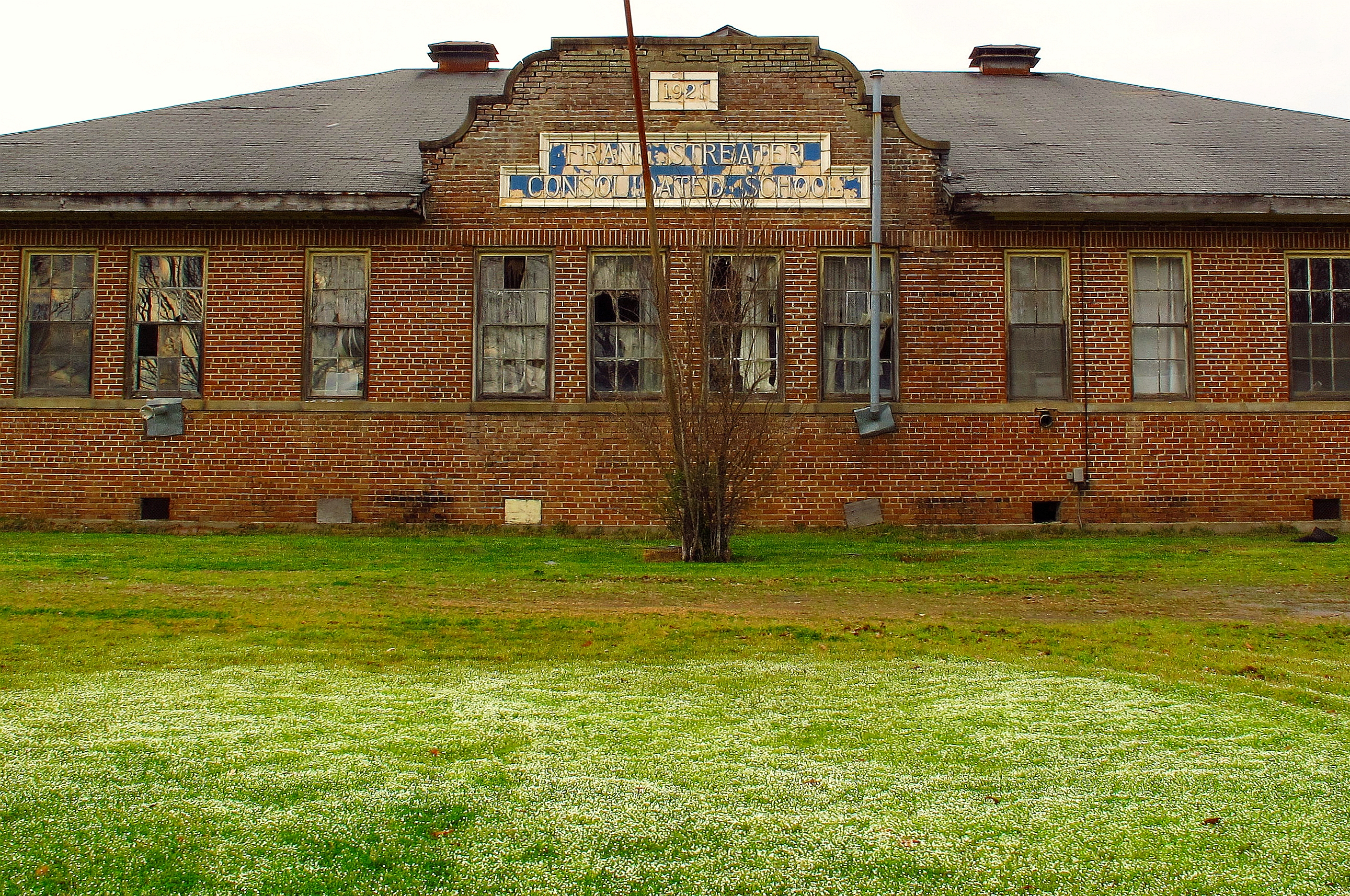
École à Minter City